# Giuseppe Tusini
Giuseppe Tusini (Sarzana, 8 marzo 1866 – Milano, 23 maggio 1940) è stato un medico e politico italiano.

## Biografia
Laureato nel 1890 all'Università degli Studi di Genova, è stato professore ordinario di Patologia speciale chirurgica dimostrativa e direttore del gabinetto alla Università di Pisa, professore ordinario di Clinica chirurgica e medicina operatoria e direttore della Clinica alla Università di Modena, professore di Clinica chirurgica e medicina operatoria alla Università di Parma, professore di Clinica chirurgica e medicina operatoria alla Università di Genova, preside della Facoltà di medicina e chirurgia alla Università di Genova, rettore della Scuola medica da campo "Università castrense" di San Giorgio di Nogaro. Questa istituzione fu voluta proprio dal tenente colonnello Tusini, con l'appoggio della Duchessa Elena d'Aosta ispettrice nazionale delle infermiere volontarie, per far fronte alle esigenze sanitarie – nonché di formazione accademica degli studenti chiamati alle armi – nel Basso Friuli, zona prossima al fronte. Ha prestato servizio durante la prima guerra mondiale come ufficiale medico, congedato col grado di colonnello, ottenne la Medaglia d'argento al valor militare.